# 1497

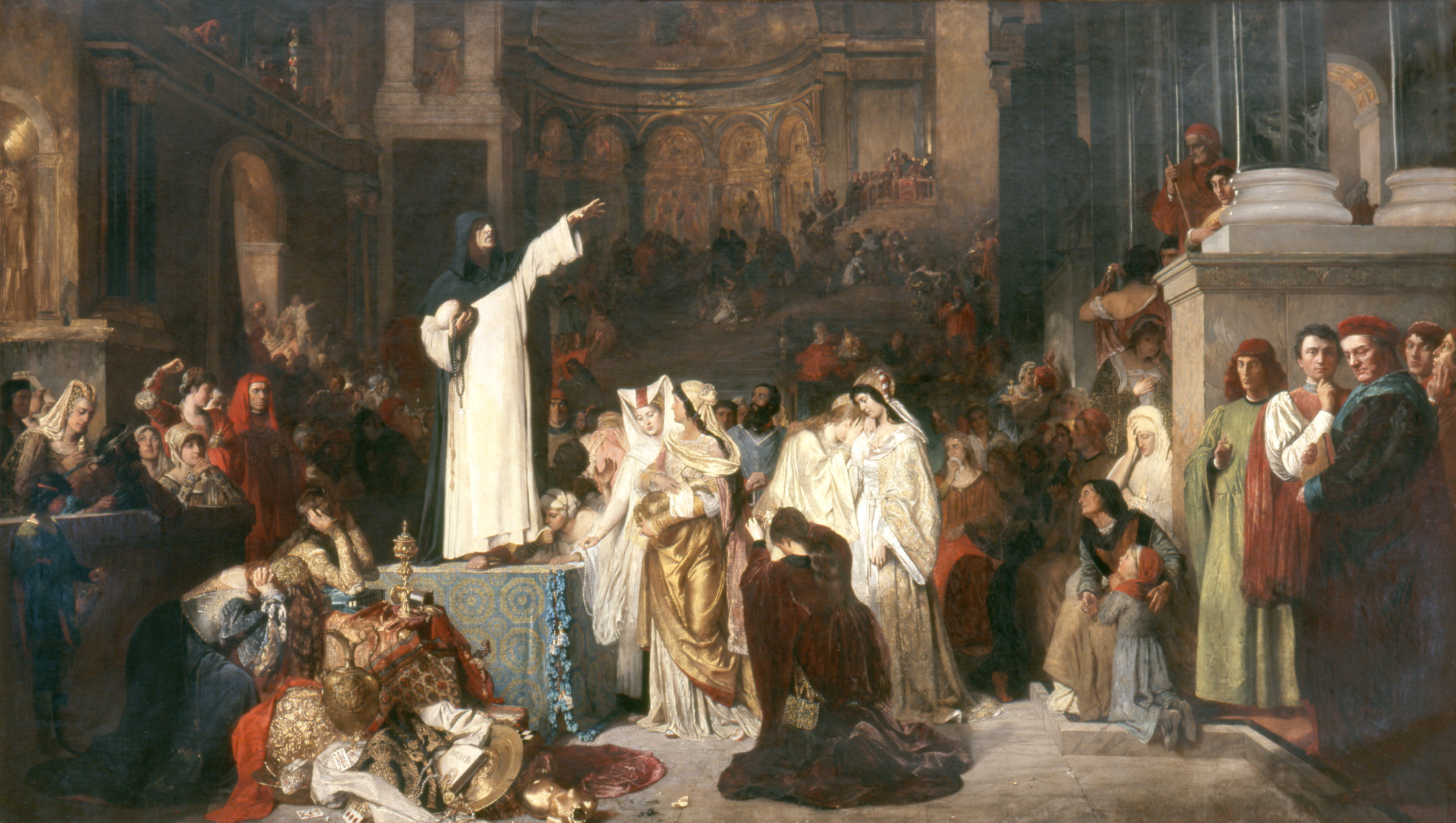
Savonarola preekt voorafgaand aan het Vreugdevuur van de ijdelheden

Het jaar 1497 is het 97e jaar in de 15e eeuw volgens de christelijke jaartelling.

## Gebeurtenissen
februari
- 17 - Vreugdevuur van de ijdelheden: Op Vastenavond ontsteken Girolamo Savonarola en zijn aanhangers op het Piazza della Signoria in Florence een vuur waarop allerlei zondige luxeartikelen en immorele boeken worden verbrand.

maart
- maart - De Nederlandse plaats Hardenberg brandt vrijwel geheel af.

april
- 3 - Johan van Aragon, de Spaanse kroonprins, trouwt met Margaretha van Oostenrijk.
- 4 - Tijdens een processie stort de Cosijntjesbrug in Gent in. 27 personen komen om door verdrinking.

mei
- 13 - Paus Alexander VI excommuniceert Savonarola.
- Opstand in Cornwall: In Cornwall komen de mijnwerkers in de tinmijnen in opstand tegen de belastingen voor de oorlog van Engeland tegen Schotland, geleid door Thomas Flamank en Michael An Gof.

juni
- 17 - Slag bij Deptford Bridge: Hendrik VII verslaat de opstandelingen.
- 24 - De Genuees Giovanni Caboto ontdekt, in Engelse dienst en een noordelijke doorvaartroute zoekend, Noord-Amerika, vermoedelijk Newfoundland.

augustus
- 6 - Cabot keert terug in Bristol en wordt door zijn sponsors tot held verheven.
- 10 - Cabot doet verslag van zijn reis aan koning Hendrik VII. Die eert hem met 10 pond en een pensioen van 20 pond per jaar.

september
- 7 - Perkin Warbeck landt in Cornwall, hopend bij de voormalige opstandelingen aldaar aansluiting te vinden voor zijn claims op het Engelse koningschap. Hij wordt gevangen genomen, en de overige opstandelingen zijn gedwongen zich over te geven.
- september - Verovering van Melilla: De Spanjaarden nemen Melilla in.

november
- 26 - Johan van Denemarken wordt gekroond tot koning van Zweden.

december
- 25 - De oostkust van Zuid-Afrika wordt door Vasco da Gama Natal genoemd, naar het Portugese woord voor Kerstmis.

zonder datum
- Tver wordt ingelijfd bij Moscovië.
- Graubünden treedt toe tot het Zwitsers Eedgenootschap.
- Syfilisdebat van Ferrara: Italiaanse artsen bediscussiëren de oorzaak van de ziekte syfilis.
- Emanuel I van Portugal huwt Isabella van Asturië.
- Het huwelijk van Giovanni Sforza en Lucrezia Borgia wordt ontbonden.
- Het klooster Trans-Cedron in Venlo wordt gesticht.

## Kunst

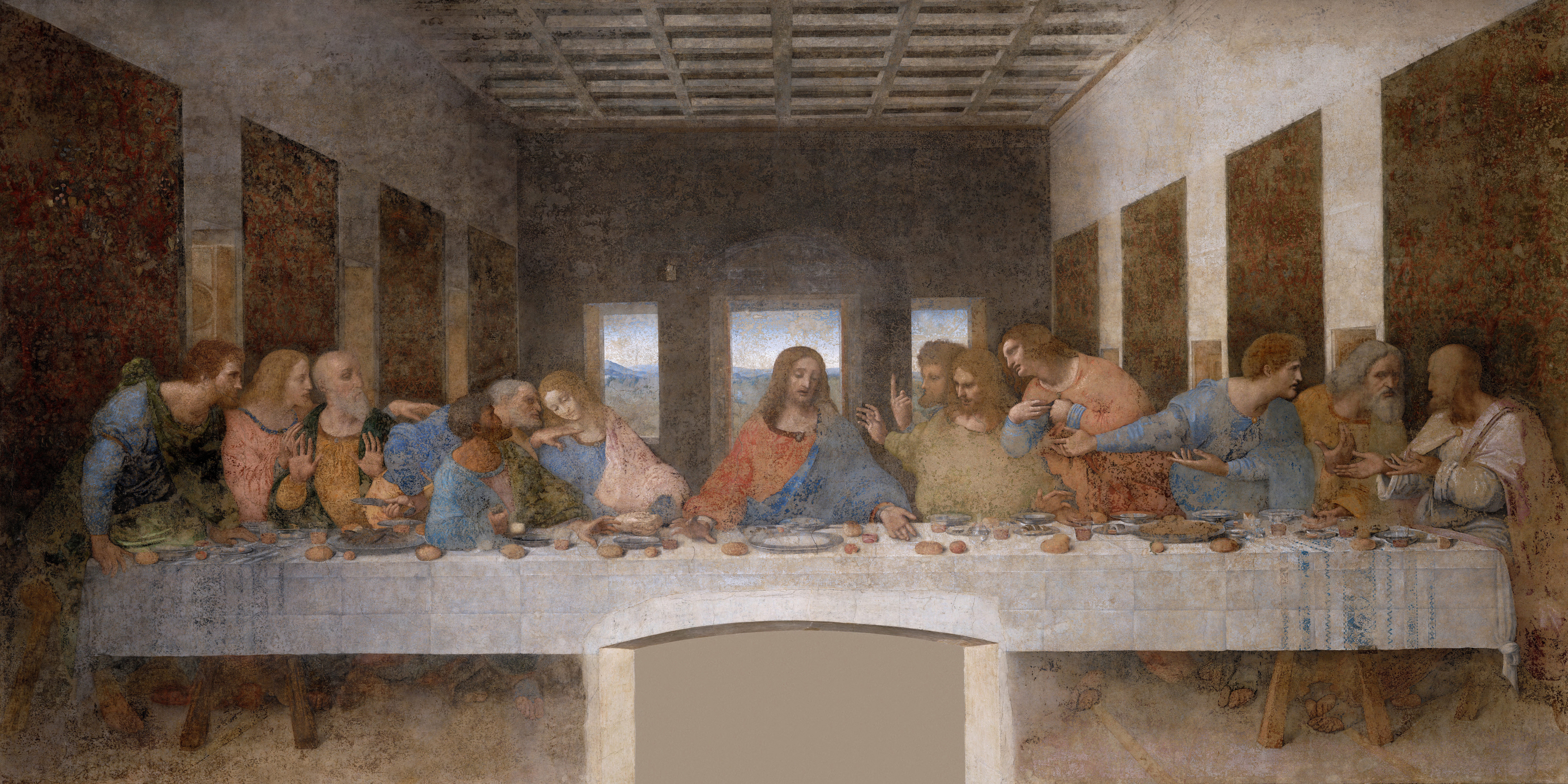
Leonardo da Vinci: Het Laatste Avondmaal
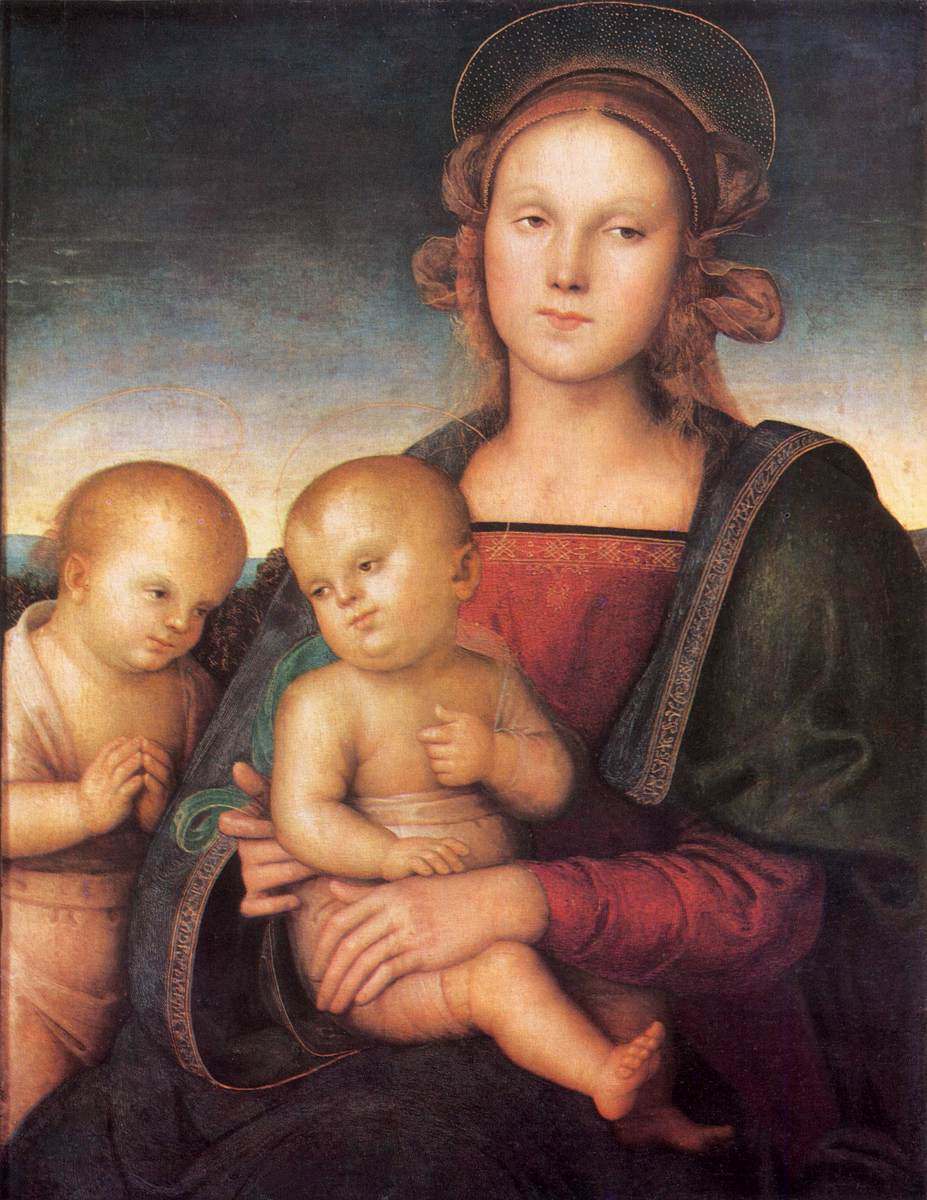
Pietro Perugino: Maria met Christuskind en Johannes de Doper
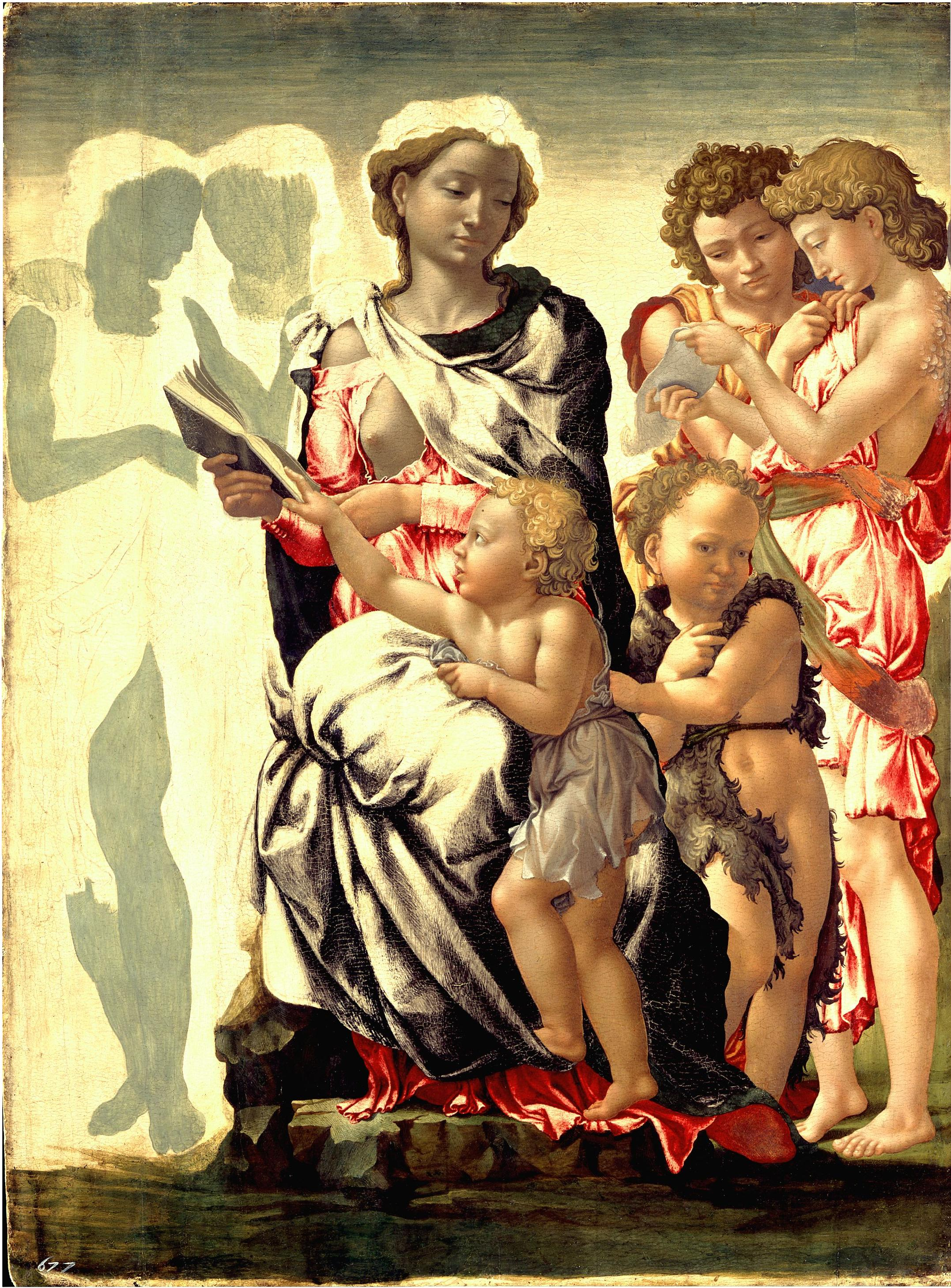
Michelangelo: Madonna met kind en St.-Johannes en de engelen
Andrea Mantegna: Parnassus
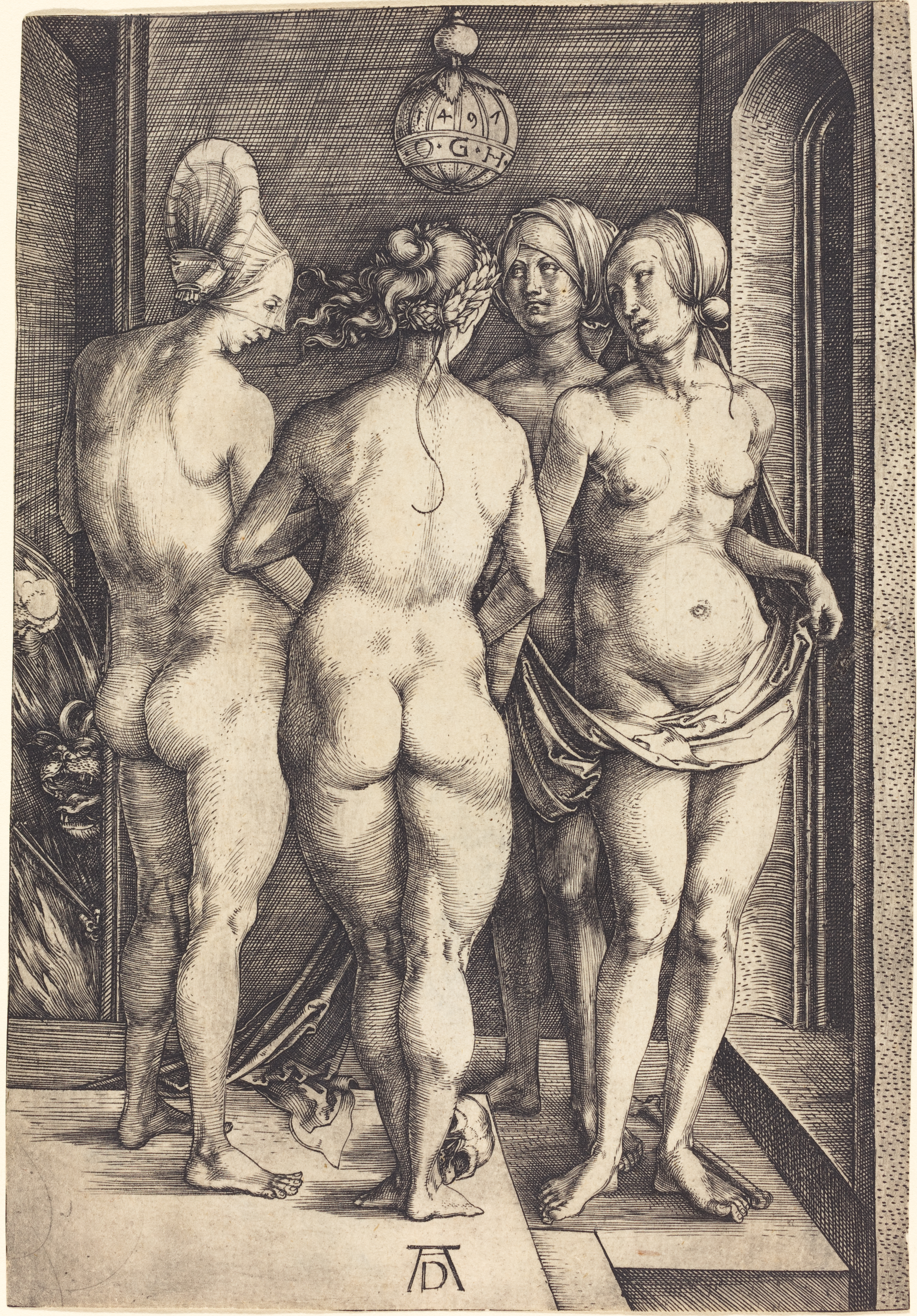
Albrecht Dürer: Vier heksen

## Opvolging
- Abbasiden (kalief van Caïro) - Al-Mutawakkil II opgevolgd door Al-Mustamsik
- Armagnac - Karel van Armagnac opgevolgd door zijn kleinneef Karel IV van Alençon
- patriarch van Antiochië (Grieks) - Gregorius III opgevolgd door Dorotheüs III
- Auvergne - Bertrand VI de La Tour d'Auvergne opgevolgd door zijn zoon Jan IV
- Beieren-Landshut - Lodewijk IX opgevolgd door zijn zoon George van Beieren
- Generalitat de Catalunya - Francí Vicenç opgevolgd door Pedro de Mendoza
- patriarch van Constantinopel - Maximus IV opgevolgd door Nefon II
- Mamelukken (Egypte) - Ashraf Mohamed Ben Qaitbay opgevolgd door Qansuh Khumsamaah, op zijn beurt opgevolgd door Ashraf Mohamed Ben Qaitbay
- Vietnam - Thánh Tông opgevolgd door Hiến Tông
- Zweden - rijksregent Sten Sture de Oudere opgevolgd door Johan van Denemarken

## Afbeeldingen

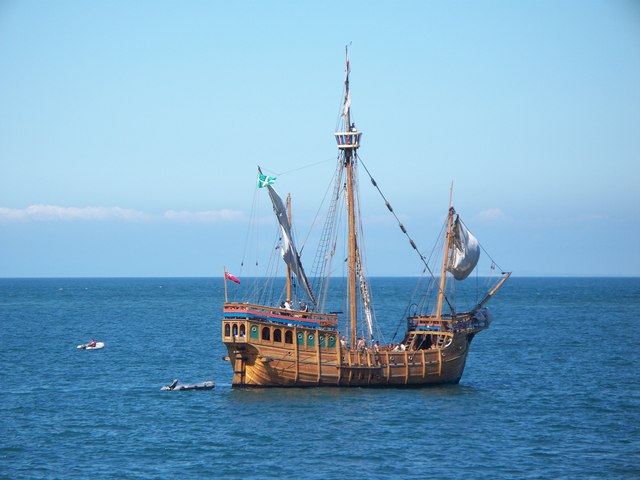
De Matthew, het schip van John Cabot (replica)
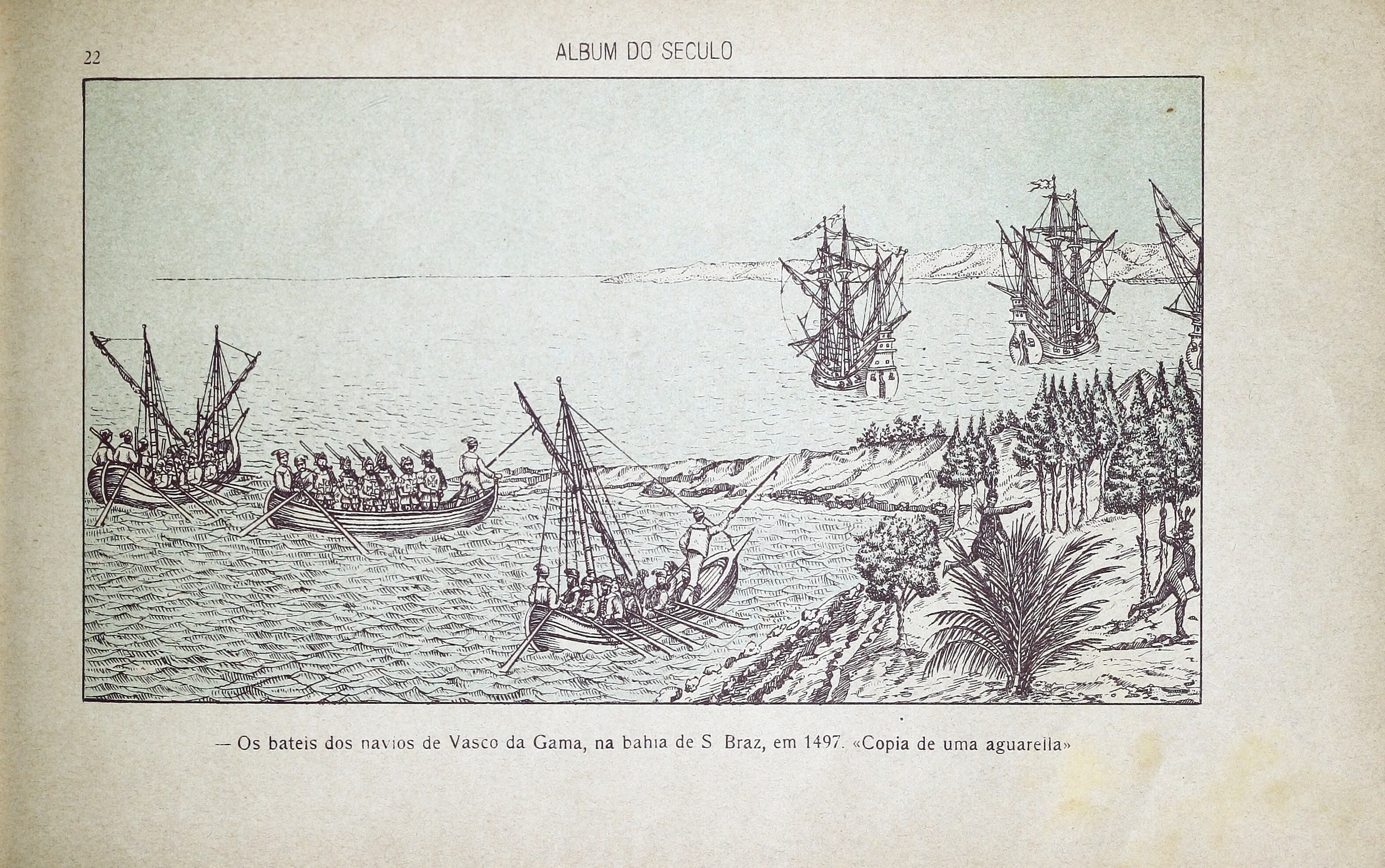
De vloot van Vasco da Gama onderweg naar India
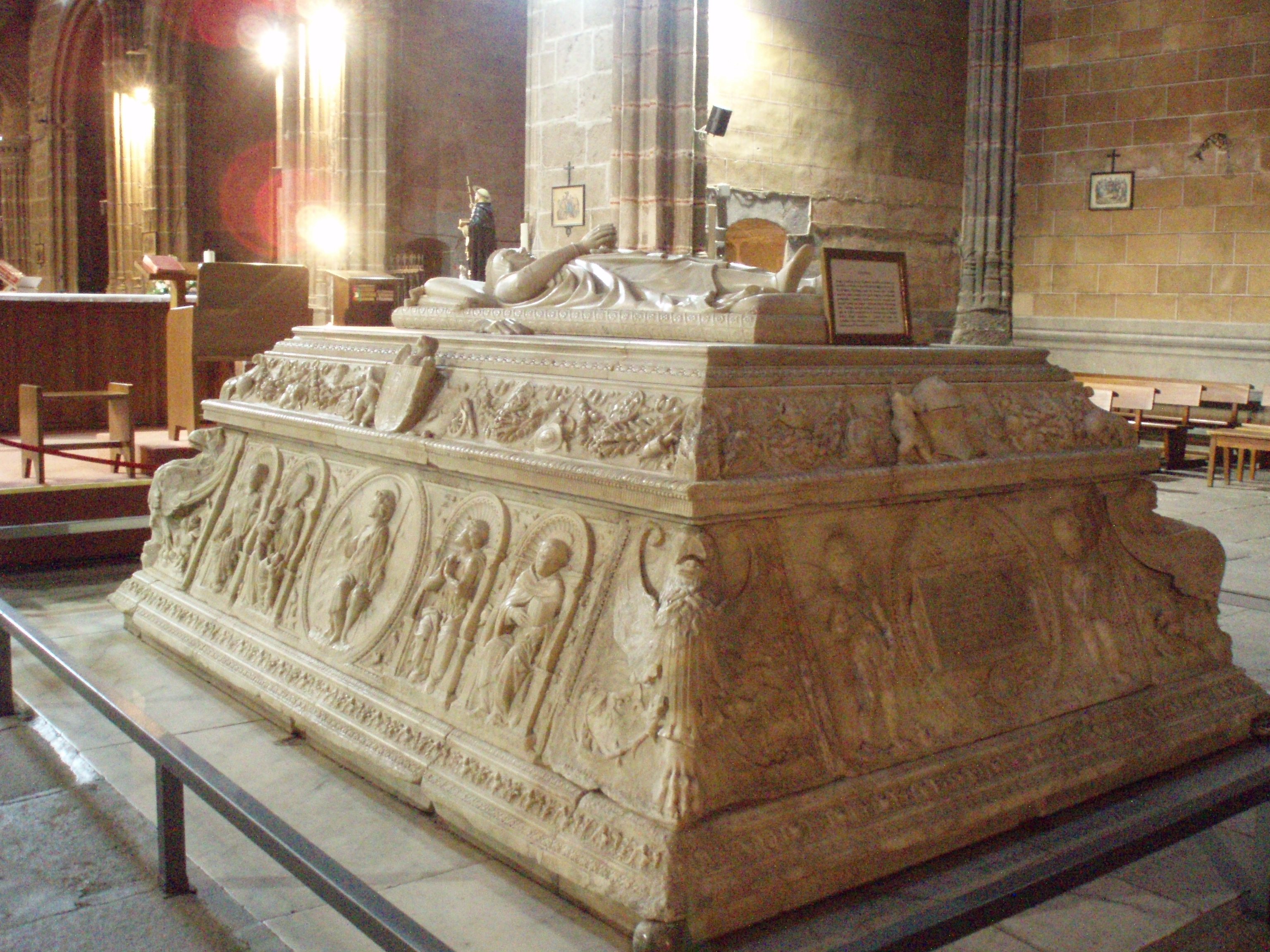
Graftombe van Johan van Aragon
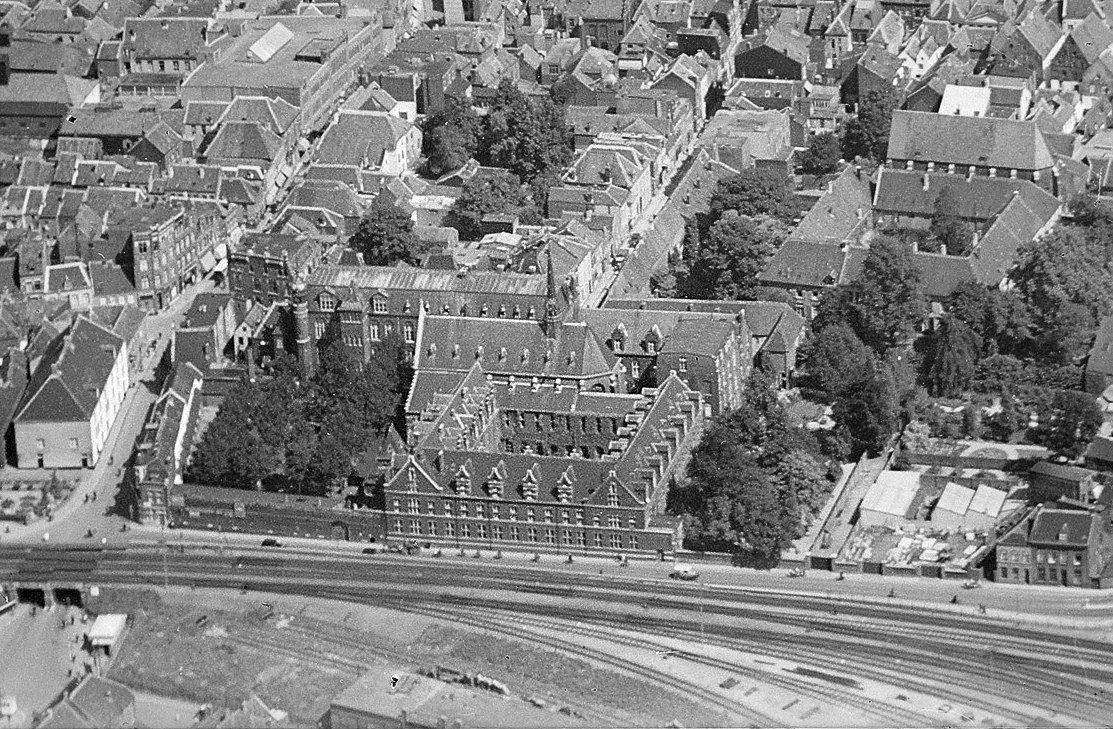
Trans-Cedron, Venlo

## Geboren
- 26 januari - Go-Nara, keizer van Japan (1526-1557)
- 16 februari - Philipp Melanchton, Duits filosoof en kerkhervormer
- 27 juni - Ernst I van Brunswijk-Lüneburg, Duits edelman
- 18 augustus - Francesco da Milano, Italiaans componist
- Giovanni IV Crispo, hertog van Naxos
- Willem van Croÿ, aartsbisschop van Toledo
- Jean François Fernel, Frans wetenschapper
- Hara Toratane, Japans legerleider
- Matthias von der Recke, Duits edelman
- Margaret Stuart, Schots prinses
- Gyaltsen Tsangpo, Tibetaans geestelijk leider
- Margareta Eriksdotter Wasa, Zweeds edelvrouw
- George Brooke, Engels edelman (jaartal bij benadering)
- Jan Claesz. Diert, Hollands politicus (jaartal bij benadering)
- Hans Holbein de Jonge, Duits schilder (jaartal bij benadering)
- Johannes Petreius, Duits houtsnijder en boekdrukker (jaartal bij benadering)

## Overleden
- 18 januari - Lodewijk IX van Beieren (61), Duits edelman
- 25 januari - Catharina van Egmont (~56), regentes van Gelre
- 6 februari - Johannes Ockeghem (~76), Zuid-Nederlands componist
- 3 juni - Karel van Armagnac (~71), Frans edelman
- 14 juni - Giovanni Borgia (~22), Italiaans edelman
- 27 juni - Michael An Gof, Engels opstandelingenleider
- 27 juni - Thomas Flamank, Engels jurist en opstandelingenleider
- 27 juni - Nicolaas II van Opole (~34), Silezisch edelman
- juli - Paul de Baenst (~54), Vlaams jurist en staatsman
- 15 augustus - Yolande van Lalaing (~75), Bourgondisch edelman
- 25 augustus - Johan van Tieffen (~57), grootmeester van de Duitse Orde
- 9 september - Johan van Zuylen van Natewisch, Noord-Nederlands edelman
- 4 oktober - Johan van Aragon (19), kroonprins van Aragon en Castilië
- 4 oktober - Benozzo Gozzoli (~77), Florentijns schilder
- 7 november - Filips II (59), hertog van Savoye (1496-1497)
- 30 november - Anna Maria Sforza (~24), Italiaans edelvrouw
- Beatrice d'Este (~22), Italiaans edelvrouw
- Otto VII van Hoya (~46), Duits edelman
- Pomponius Laetus (~72), Italiaans humanist
- Benedetto da Maiano (~55), Italiaans beeldhouwer
- Hendrik van Ranst (~67), Brabants edelman
- Tashi Namgyal (~47), Tibetaans geestelijk leider
- Johannes Canter (~73), Noord-Nederlands jurist (jaartal bij benadering)
- Johannes Martini, Zuid-Nederlands componist (jaartal bij benadering)